# Sterile-Insekten-Technik

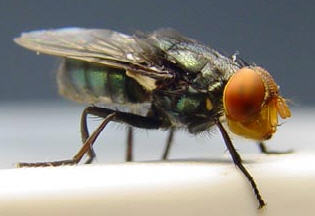
Die Technik wurde erstmals gegen die Neuwelt-Schraubenwurmfliege (Cochliomyia hominivorax) angewandt.

Sterile-Insekten-Technik (englisch sterile insect technology, SIT), auch Autozidmethode oder Selbstvernichtungsverfahren genannt, ist eine Methode, um Populationen von Schadinsekten mittels einer großen Anzahl steriler Individuen zu dezimieren oder auszurotten. Die massenhaft gezüchteten sterilen (oder sterilisierten) Männchen werden im Zielgebiet freigelassen, paaren sich mit fertilen Weibchen und senken dadurch die Wahrscheinlichkeit, dass erfolgreich Nachkommen gezeugt werden. Die Wirkung ist auf die betroffene Insektenart beschränkt, im Gegensatz zu Insektiziden, die auch nützliche Insekten vernichten und zu großen Umweltschäden führen können. Resistenzerscheinungen können sich prinzipiell entwickeln, indem Weibchen, die eine Mehrfachbegattung zulassen, positiv selektiert werden. Bisher sind aber nur sehr wenige solche Fälle bekannt, von denen nur einer ausreichend dokumentiert ist.
Die SIT wird im Rahmen eines Forschungsprogramms von FAO und IAEO entwickelt.

## Vorgehensweise
Die Schadinsekten werden im Labor gezüchtet, und die Männchen mit ionisierender Strahlung, Chemosterilantien oder mittels Genmanipulation sterilisiert, damit sie keine Nachkommen mehr zeugen können. Die sterilen Männchen werden in großer Anzahl im Zielgebiet freigelassen und konkurrieren mit den in der Natur lebenden nicht sterilen Männchen um die Weibchen. Bei genügend hoher Anzahl steriler Tiere ist die Wahrscheinlichkeit, dass ein Weibchen von einem sterilen Männchen begattet wird und dadurch keine Nachkommen bekommt, derart hoch, dass sich die Population stark verringert oder sogar ganz verschwindet. Bei der Sterilisation dürfen die Individuen allerdings nicht in ihrer Begattungs- oder Konkurrenzfähigkeit geschädigt werden, damit sie keine Nachteile gegenüber natürlich vorkommenden Individuen erleiden. Rechtliche Rahmenbedingungen verhindern allerdings oft das Freilassen genetisch veränderter Individuen.

## Geschichte und Einsatzgebiete
Entwickelt wurde die Technik von Raymond C. Bushland und Edward F. Knipling in den späten 1930er Jahren auf Basis von Kniplings Idee, als beide eine Alternative zu chemischen Pestiziden suchten. Zu dieser Zeit verursachten die parasitären Larven der Neuwelt-Schraubenwurmfliege (Cochliomyia hominivorax) im südlichen Nordamerika bedeutende Verluste unter den Viehbeständen. Die Art wurde im Zuge der ersten Tests mit der SIT in den frühen 1950er Jahren auf Sanibel, Florida, nahezu ausgerottet. In den 1960er und 70er Jahren konnte dank der SIT die Schraubenwurmfliegenpopulation in den USA unter Kontrolle gehalten werden. Mit Flugzeugen wurden dazu wöchentlich bis zu 50 Millionen sterilisierte Insekten ausgesetzt. Die Neuwelt-Schraubenwurmfliege gilt seit den 2000er Jahren auch in ganz Zentralamerika als ausgerottet. Seitdem wird mit dem Abwurf von knapp 15 Millionen sterilen Männchen pro Woche in Panama eine Wiederansiedlung nördlich der Darien Gap verhindert.
Mit flächendeckenden SIT-Programmen wurde unter anderem auch in Kalifornien die Mittelmeerfruchtfliege (Ceratitis capitata) erfolgreich bekämpft. 1992 erhielten Knipling und Bushland den Welternährungspreis. Mit der SIT werden auch Krankheitsüberträger wie beispielsweise die Tsetsefliegen (Glossina ssp.) oder Anophelesmücken bekämpft. Beispielsweise konnte bis 1997 die Tsetsefliege und die durch sie übertragene Schlafkrankheit auf der Insel Sansibar ausgerottet werden. Seit 2022 wird die Sterile-Insekten-Technik in der Schweiz zur Bekämpfung von Asiatischen Tigermücken getestet.